# Justin Kluivert
Justin Dean Kluivert (Zaandam, 5 maggio 1999) è un calciatore olandese, attaccante del Bournemouth e della nazionale olandese.
Insieme al rumeno Florin Răducioiu, al montenegrino Stevan Jovetić e al danese Christian Poulsen è uno tra i quattro giocatori ad aver segnato almeno una rete in ognuno dei cinque principali campionati europei (Ligue 1, Liga, Serie A, Bundesliga e Premier League).

## Biografia
È nipote di Kenneth, un tempo ala della nazionale surinamese, e figlio di Patrick Kluivert, ex calciatore e successivamente allenatore e dirigente sportivo, e di Angela van Hulten. Anche i suoi fratelli hanno intrapreso la carriera calcistica: Quincy è un terzino, Ruben un difensore centrale e Shane un'ala.

## Caratteristiche tecniche
È un esterno d'attacco agile e veloce, dotato di buona tecnica e visione di gioco. Ama giocare uno contro uno ricorrendo spesso alla finta per disorientare gli avversari. Di piede destro, sa destreggiarsi anche col sinistro.
Per le sue qualità, è stato inserito dalla UEFA nella lista dei cinquanta giovani più promettenti della stagione 2018-2019. Nel 2018, poi, ha raggiunto il terzo posto nel Trofeo Kopa, un premio calcistico assegnato da France Football al miglior calciatore Under-21 del mondo. Si è classificato terzo dietro a Kylian Mbappé (primo) e Christian Pulisic (secondo).

## Carriera

### Club

#### Ajax
Kluivert è un prodotto del vivaio dell'Ajax. Il 29 aprile 2016, firma il primo contratto professionistico con i lancieri, valido per i tre anni successivi. Il 15 gennaio 2017, esordisce in Eredivisie con la prima squadra, sostituendo Amin Younes nella vittoria esterna per 1-3 sul PEC Zwolle. Il 19 marzo, segna la prima rete in Eredivisie contro l'Excelsior, rete che vale il momentaneo 1-1. Conclude la prima stagione da professionista con un bottino di due reti in venti partite giocate.
Nella stagione successiva, in data 26 novembre, segna la sua prima tripletta in campionato, nel corso della partita vinta per 5-1 dall'Ajax contro il Roda JC.

#### Roma
Nell'estate 2018, si trasferisce alla Roma, per un importo pari a diciassette milioni di euro più uno e mezzo di bonus. 
Esordisce con il club capitolino il 19 agosto seguente, subentrando al turco Cengiz Ünder nella partita inaugurale della stagione dei giallorossi, contro il Torino in Serie A: nei minuti finali, fornisce l'assist a Džeko per il gol decisivo per la vittoria della Roma. Il 2 ottobre, segna la prima rete in giallorosso, il momentaneo 4-0, nella seconda partita della fase a gironi della Champions League, contro il Viktoria Plzeň, diventando il più giovane marcatore della storia della Roma in Champions League a diciannove anni e 150 giorni. Il 16 dicembre, mette a segno il primo gol in Serie A nella partita contro il Genoa, realizzando il gol del 2-2: la partita vedrà poi il successo romanista per 3-2. Il 14 gennaio 2019, gioca la prima partita in Coppa Italia, contro l'Entella. Termina la prima stagione con due reti in trentacinque apparizioni complessive.
Il 19 settembre 2019, disputa il primo incontro di Europa League con i giallorossi, siglando anche la propria prima rete in tale competizione, a danno del İstanbul Başakşehir. Chiude la seconda stagione con sette gol in trentuno presenze complessive.

#### Prestiti vari
Il 5 ottobre 2020, passa in prestito al RB Lipsia, con cui mette insieme ventisette presenze e quattro gol tra campionato, Dfb Pokal e Champions.
Il 20 luglio 2021, si trasferisce al Nizza, in prestito con diritto di riscatto e obbligo al verificarsi di determinate condizioni per quindici milioni di euro. Debutta con i transalpini l'8 agosto seguente, nella gara contro lo Stade Reims (0-0), valida per la prima giornata di campionato. Il 28 agosto 2021, l'olandese mette a segno il primo centro con i francesi, in occasione del successo casalingo contro il Bordeaux (4-0).
Il 1º settembre 2022, viene ceduto al Valencia, nuovamente in prestito con diritto di riscatto per quindici milioni. Sigla la sua prima rete il 7 ottobre seguente, nella vittoria per 1-2 sul campo dell'Osasuna.

#### Bournemouth
Il 23 giugno 2023, viene ceduto a titolo definitivo al Bournemouth, in Premier League, per una cifra stimata di undici milioni di euro, più uno di bonus, più una clausola per il 5% di un'eventuale futura rivendita a favore della Roma.
Il 30 novembre 2024, Kluivert ha stabilito un nuovo record nel campionato inglese, diventando il primo calciatore a segnare una tripletta grazie alla realizzazione di tre calci di rigore.

### Nazionale
Ha giocato in tutte le selezioni della nazionale olandese, tranne l'Under-20, mettendo a referto 20 presenze e 5 gol in Under-21.
Ha esordito con la nazionale maggiore il 26 marzo 2018 in amichevole contro il Portogallo; Torna a giocare in Nazionale sei anni dopo, nel novembre del 2024 in Nations League. 

## Statistiche

### Presenze e reti nei club
Statistiche aggiornate al 25 febbraio 2025.
| Stagione           | Club               | Campionato         | Campionato | Campionato | Coppe nazionali | Coppe nazionali | Coppe nazionali | Coppe continentali | Coppe continentali | Coppe continentali | Supercoppe | Supercoppe | Supercoppe | Totale | Totale |
| Stagione           | Club               | Comp               | Pres       | Reti       | Comp            | Pres            | Reti            | Comp               | Pres               | Reti               | Comp       | Pres       | Reti       | Pres   | Reti   |
| ------------------ | ------------------ | ------------------ | ---------- | ---------- | --------------- | --------------- | --------------- | ------------------ | ------------------ | ------------------ | ---------- | ---------- | ---------- | ------ | ------ |
| 2016-2017          | Ajax               | ED                 | 14         | 2          | CO              | -               | -               | UCL+UEL            | 0+6                | 0                  | -          | -          | -          | 20     | 2      |
| 2017-2018          | Ajax               | ED                 | 30         | 10         | CO              | 2               | 1               | UCL+UEL            | 2+2                | 0                  | -          | -          | -          | 36     | 11     |
| Totale Ajax        | Totale Ajax        | Totale Ajax        | 44         | 12         |                 | 2               | 1               |                    | 10                 | 0                  |            | -          | -          | 56     | 13     |
| 2018-2019          | Roma               | A                  | 29         | 1          | CI              | 1               | 0               | UCL                | 5                  | 1                  | -          | -          | -          | 35     | 2      |
| 2019-2020          | Roma               | A                  | 22         | 4          | CI              | 2               | 0               | UEL                | 7                  | 3                  | -          | -          | -          | 31     | 7      |
| set.-ott. 2020     | Roma               | A                  | 2          | 0          | CI              | 0               | 0               | UEL                | 0                  | 0                  | -          | -          | -          | 2      | 0      |
| Totale Roma        | Totale Roma        | Totale Roma        | 53         | 5          |                 | 3               | 0               |                    | 12                 | 4                  |            | -          | -          | 68     | 9      |
| ott. 2020-2021     | RB Lipsia          | BL                 | 19         | 3          | CG              | 1               | 0               | UCL                | 7                  | 1                  | -          | -          | -          | 27     | 4      |
| 2021-2022          | Nizza              | L1                 | 27         | 4          | CF              | 4               | 2               | -                  | -                  | -                  | -          | -          | -          | 31     | 6      |
| sett. 2022-2023    | Valencia           | PD                 | 26         | 6          | CR              | 2               | 2               | -                  | -                  | -                  | SS         | 1          | 0          | 29     | 8      |
| 2023-2024          | Bournemouth        | PL                 | 32         | 7          | FACup+CdL       | 2+2             | 1+1             | -                  | -                  | -                  | -          | -          | -          | 36     | 9      |
| 2024-2025          | Bournemouth        | PL                 | 26         | 12         | FACup+CdL       | 2+1             | 1+0             | -                  | -                  | -                  | -          | -          | -          | 29     | 13     |
| Totale Bournemouth | Totale Bournemouth | Totale Bournemouth | 58         | 19         |                 | 7               | 3               |                    | -                  | -                  |            | -          | -          | 65     | 22     |
| Totale carriera    | Totale carriera    | Totale carriera    | 227        | 49         |                 | 19              | 8               |                    | 29                 | 5                  |            | 1          | 0          | 276    | 62     |

### Cronologia presenze e reti in nazionale
| Cronologia completa delle presenze e delle reti in nazionale ― Paesi Bassi | Cronologia completa delle presenze e delle reti in nazionale ― Paesi Bassi | Cronologia completa delle presenze e delle reti in nazionale ― Paesi Bassi | Cronologia completa delle presenze e delle reti in nazionale ― Paesi Bassi | Cronologia completa delle presenze e delle reti in nazionale ― Paesi Bassi | Cronologia completa delle presenze e delle reti in nazionale ― Paesi Bassi | Cronologia completa delle presenze e delle reti in nazionale ― Paesi Bassi | Cronologia completa delle presenze e delle reti in nazionale ― Paesi Bassi |
| Data                                                                       | Città                                                                      | In casa                                                                    | Risultato                                                                  | Ospiti                                                                     | Competizione                                                               | Reti                                                                       | Note                                                                       |
| -------------------------------------------------------------------------- | -------------------------------------------------------------------------- | -------------------------------------------------------------------------- | -------------------------------------------------------------------------- | -------------------------------------------------------------------------- | -------------------------------------------------------------------------- | -------------------------------------------------------------------------- | -------------------------------------------------------------------------- |
| 26-3-2018                                                                  | Ginevra                                                                    | Portogallo                                                                 | 0 – 3                                                                      | Paesi Bassi                                                                | Amichevole                                                                 | -                                                                          | 78’                                                                        |
| 6-9-2018                                                                   | Amsterdam                                                                  | Paesi Bassi                                                                | 2 – 1                                                                      | Perù                                                                       | Amichevole                                                                 | -                                                                          | 85’                                                                        |
| 19-11-2024                                                                 | Zenica                                                                     | Bosnia ed Erzegovina                                                       | 1 – 1                                                                      | Paesi Bassi                                                                | UEFA Nations League 2024-2025 - 1º turno                                   | -                                                                          | 66’                                                                        |
| 20-3-2025                                                                  | Rotterdam                                                                  | Paesi Bassi                                                                | 2 – 2                                                                      | Spagna                                                                     | UEFA Nations League 2024-2025 - Quarti di finale                           | -                                                                          | 74’                                                                        |
| 23-3-2025                                                                  | Valencia                                                                   | Spagna                                                                     | 3 – 3 dts (5 – 4 dtr)                                                      | Paesi Bassi                                                                | UEFA Nations League 2024-2025 - Quarti di finale                           | -                                                                          | 78’                                                                        |
| 7-6-2025                                                                   | Helsinki                                                                   | Finlandia                                                                  | 0 – 2                                                                      | Paesi Bassi                                                                | Qual. Mondiali 2026                                                        | -                                                                          | 69’                                                                        |
| 10-6-2025                                                                  | Groninga                                                                   | Paesi Bassi                                                                | 8 – 0                                                                      | Malta                                                                      | Qual. Mondiali 2026                                                        | -                                                                          | 62’                                                                        |
| Totale                                                                     |                                                                            | Presenze                                                                   | 7                                                                          |                                                                            | Reti                                                                       | 0                                                                          |                                                                            |

| Cronologia completa delle presenze e delle reti in nazionale ― Paesi Bassi under 21 | Cronologia completa delle presenze e delle reti in nazionale ― Paesi Bassi under 21 | Cronologia completa delle presenze e delle reti in nazionale ― Paesi Bassi under 21 | Cronologia completa delle presenze e delle reti in nazionale ― Paesi Bassi under 21 | Cronologia completa delle presenze e delle reti in nazionale ― Paesi Bassi under 21 | Cronologia completa delle presenze e delle reti in nazionale ― Paesi Bassi under 21 | Cronologia completa delle presenze e delle reti in nazionale ― Paesi Bassi under 21 | Cronologia completa delle presenze e delle reti in nazionale ― Paesi Bassi under 21 |
| Data                                                                                | Città                                                                               | In casa                                                                             | Risultato                                                                           | Ospiti                                                                              | Competizione                                                                        | Reti                                                                                | Note                                                                                |
| ----------------------------------------------------------------------------------- | ----------------------------------------------------------------------------------- | ----------------------------------------------------------------------------------- | ----------------------------------------------------------------------------------- | ----------------------------------------------------------------------------------- | ----------------------------------------------------------------------------------- | ----------------------------------------------------------------------------------- | ----------------------------------------------------------------------------------- |
| 6-10-2017                                                                           | Doetinchem                                                                          | Paesi Bassi under 21                                                                | 3 – 1                                                                               | Lettonia under 21                                                                   | Qual. Europeo Under-21 2019                                                         | -                                                                                   |                                                                                     |
| 10-10-2017                                                                          | Kiev                                                                                | Ucraina under 21                                                                    | 1 – 1                                                                               | Paesi Bassi under 21                                                                | Qual. Europeo Under-21 2019                                                         | 1                                                                                   |                                                                                     |
| 10-11-2017                                                                          | Doetinchem                                                                          | Paesi Bassi under 21                                                                | 8 – 0                                                                               | Andorra under 21                                                                    | Qual. Europeo Under-21 2019                                                         | 1                                                                                   |                                                                                     |
| 29-5-2018                                                                           | Asunción                                                                            | Paraguay under 23                                                                   | 1 – 1                                                                               | Paesi Bassi under 21                                                                | Amichevole                                                                          | -                                                                                   | 72’                                                                                 |
| 12-10-2018                                                                          | Riga                                                                                | Lettonia under 21                                                                   | 0 – 3                                                                               | Paesi Bassi under 21                                                                | Qual. Europeo Under-21 2019                                                         | 1                                                                                   | 75’                                                                                 |
| 16-10-2018                                                                          | Doetinchem                                                                          | Paesi Bassi under 21                                                                | 3 – 0                                                                               | Ucraina under 21                                                                    | Qual. Europeo Under-21 2019                                                         | 1                                                                                   | 80’                                                                                 |
| 16-11-2018                                                                          | Offenbach am Main                                                                   | Germania under 21                                                                   | 3 – 0                                                                               | Paesi Bassi under 21                                                                | Amichevole                                                                          | -                                                                                   |                                                                                     |
| 24-3-2019                                                                           | Murcia                                                                              | Paesi Bassi under 21                                                                | 0 – 0                                                                               | Stati Uniti under 23                                                                | Amichevole                                                                          | -                                                                                   | 87’                                                                                 |
| 31-5-2019                                                                           | Doetinchem                                                                          | Paesi Bassi under 21                                                                | 5 – 1                                                                               | Messico under 23                                                                    | Amichevole                                                                          | -                                                                                   | 61’                                                                                 |
| 14-11-2019                                                                          | Gibilterra                                                                          | Gibilterra under 21                                                                 | 0 – 6                                                                               | Paesi Bassi under 21                                                                | Qual. Europeo Under-21 2021                                                         | -                                                                                   |                                                                                     |
| 19-11-2019                                                                          | Doetinchem                                                                          | Paesi Bassi under 21                                                                | 2 – 1                                                                               | Inghilterra under 21                                                                | Amichevole                                                                          | -                                                                                   | 78’                                                                                 |
| Totale                                                                              |                                                                                     | Presenze                                                                            | 11                                                                                  |                                                                                     | Reti                                                                                | 4                                                                                   |                                                                                     |